# Gornja Jajina
Gornja Jajina (en serbe cyrillique : Горња Јајина) est un village de Serbie situé sur le territoire de la Ville de Leskovac, district de Jablanica. Au recensement de 2011, il comptait 526 habitants.
Gornja Jajina est située sur les bords de la Veternica.

## Démographie
| 1948 | 1953 | 1961 | 1971 | 1981 | 1991 | 2002 | 2011 |
| ---- | ---- | ---- | ---- | ---- | ---- | ---- | ---- |
| 601  | 603  | 629  | 617  | 643  | 635  | 637  | 526  |

|  |